# Ebbs
Ebbs ist eine Gemeinde mit 5929 Einwohnern (Stand 1. Jänner 2024) im Gerichtsbezirk und Bezirk Kufstein, Tirol (Österreich).

## Geografie
Ebbs liegt im Unterinntal bei Kufstein, östlich des Inns am Fuß des Zahmen Kaisers und zählt mit etwa 5500 Einwohnern zu den größten Gemeinden des Bezirks Kufstein. Überdies ist Ebbs mit einer Seehöhe von 475 m das tiefstgelegene Dorf Tirols. Das Gemeindegebiet wird im Westen durch den Inn (gleichzeitig Grenze zu Bayern), im Norden durch den Jennbach und im Süden durch den Kaiserbach im Kaisertal begrenzt. Es erstreckt sich im Osten bis zur Vorderen Kesselschneid und zum Stripsenjoch.

### Gemeindegliederung
Das Gemeindegebiet umfasst neun Ortschaften (Einwohnerzahl Stand 1. Jänner 2024):
- Asching (106)
- Brand (16)
- Ebbs (3233)
- Eichelwang (1055)
- Kaisertal (34)
- Nußham (126)
- Oberbuchberg (86)
- Oberndorf (841)
- Wagrain-Mühltal (432)

Die Gemeinde besteht aus zwei Katastralgemeinden (Fläche Stand 31. Dezember 2023):
- Buchberg (1.042,56 ha)
- Ebbs (2.964,8 ha)

Das Gebiet wird als Untere Schranne bezeichnet.

### Nachbargemeinden
| Oberaudorf (Lkr. Rosenheim, By., DE)    | NiederndorfNiederndorferberg                | Rettenschöss Walchsee               |
|                                         | Kompassrose, die auf Nachbargemeinden zeigt |                                     |
| Kiefersfelden (Lkr. Rosenheim, By., DE) | Kufstein                                    | Kirchdorf in Tirol (Bez. Kitzbühel) |

## Geschichte
Am Ende der Würm-Eiszeit befand sich ungefähr im Ortsteil Oberndorf die südliche Grenze, (mit Kiefersfelden auf der anderen Talseite) des Rosenheimer Sees, der in etwa die Größe des Bodensees hatte und durch die Schmelzwässer des Inn-Gletschers entstanden war.
Der Name Ebbs geht zurück auf die Nennung im Verzeichnis des Salzburger Kirchenkatasters Notitia Arnonis vom Jahr 788, in welchem mit dem Eintrag „ad Episas ecclesias II cum territorio“ bereits zu dieser Zeit die Existenz von zwei Kirchen belegt ist. Andererseits weisen Funde darauf hin, dass in Ebbs bereits zur Römerzeit eine Siedlung gewesen sein muss und daher vermutet man, dass der Name aus früherer Zeit abzuleiten ist. Ad Episas hat sowohl lateinische als auch keltische Wurzeln, denn Episas wird von der keltischen Pferdegöttin Epona hergeleitet und bedeutet dann ‚Rossbach‘, folglich wäre ad Episas mit ‚am Rossbach‘ zu übersetzen. Es gibt in Ebbs sowohl einen Bach, der Ebsen heißt, als auch einen Bach, der Roßbach heißt. Welche Kirche hier als zweite gemeint ist, ist nicht bekannt, denn zur Zeit der Nennung im Eintrag war an der Stelle der heutigen Zweit-Kirche (St. Nikolaus) noch die Burg der Herren von Ebbs gestanden, die im 15. Jahrhundert an Bedeutung verlor und in der Folge verfiel.
Eines Tages zogen die Herren zu Ebbs in das Schloss Wagrain und die Burg, die laut einer Urkunde im Jahre 1174 gegründet wurde, wurde dem Zahn der Zeit überlassen. Heute ist von der Burg nur mehr die Burgkirche zu St. Nikolaus übrig geblieben. Zum Verfall der Burg trug sicherlich der Ausbau der Festung Kufstein bei. Es soll eine Tunnelverbindung zwischen der Ritterburg und dem Schloss Wagrain geben. Man glaubt, dass sie heute verschüttet ist. Das Schloss Wagrain ist heute in Privatbesitz und daher nicht zu besichtigen.
1988 bis 1992 entstand am Inn das Kraftwerk Oberaudorf-Ebbs.
Die Höfe im Kaisertal waren bis zum Jahr 2007 nur über einen Fußweg erreichbar. Nun führt ein circa 800 m langer Tunnel ins Kaisertal, der den Bewohnern den Weg erleichtert und ausschließlich von Anrainern genutzt werden darf. 2008 wurde der Tunnel fertiggestellt.
Geschichtlich bedeutende Daten
- Ebbs zur Römerzeit: Es wird stark vermutet, dass die bekannte Römerstraße, welche über den Brenner und durch das Inntal verlief, auch durch Ebbs ging und bei Eichelwang über den Inn verlief. Eichelwang wurde zu jenen Zeiten Albiancon genannt und ist auf alten Römerkarten zu sehen. Ab 480 suchten die Römer in diesem Gebiet Zuflucht, weil die Germanen oft angriffen. Die zurückgebliebenen Römer nannte man „Walchen“ (vgl. Walchsee)
- 6. Jahrhundert: Einwanderung der Bayern (Bajuwaren)
- Erstnennung von Ebbs: 788 wurde Ebbs in der Notitia Arnonis (Sammlung der Eigenkirchen) erstmals urkundlich genannt. Der keltische Name weist aber auf ein viel höheres Alter hin.
- 1174 Gründung der Burg des Adelsgeschlechts der Ebbser
- circa 1400 Gründung des Schloss Wagrain und Verfall der Ritterburg
- 13. und 14. Jahrhundert: die Ebbser Ritter treten öfters bei Turnieren auf, bis zu den 1930er Jahren gab es in Ebbs die Ritterspiele mit einem „sagenhaft dicken Ritter“
- 1552 Gründung der Ebbser Schanz (Verteidigungslinie mit einem Wassergraben, Türmen, Wehranlage und Zugbrücke)
- 1611 Ausbau der Schanz, das heutige Gasthaus war einst eine Art Kantine für die Wachmannschaft der Schanz
- 1703 Rückeroberung Kufsteins durch die Bayern beim Bayerischen Rummel, bei dem Versuch der Tiroler die Festung zurückzuerobern spielte die Ebbser Schanz eine große Rolle
- 1704 Brandschatzung durch die Bayern, aber danach mussten sie Kufstein wieder zurückgeben
- 1780 Verkauf der Schanz in Privatbesitz, weil die Schanz für militärische Zwecke keinen Nutzen mehr hatte
- 1786 nochmaliger Verkauf an die Familie Rieder, die Schanz ist bis heute noch in ihrem Besitz. 1945 wurde der sinnlose Befehl ausgerufen, die Ebbser Schanz auszubauen, um die Amerikaner aufzuhalten.
- 1809 Eroberung Kufsteins durch die von Napoleon angestifteten Bayern, mehrmalige Versuche der Tiroler, die Festung zu erobern
- bis 1814 war Ebbs in bayerischer Hand
- 1988 wurde anlässlich der 1200-Jahr-Feier ein umfangreiches Buch über Ebbs von dem damaligen Hauptschuldirektor Georg Anker herausgebracht.

### Bevölkerungsentwicklung
| Ebbs: Einwohnerzahlen von 1869 bis 2024             | Ebbs: Einwohnerzahlen von 1869 bis 2024 | Ebbs: Einwohnerzahlen von 1869 bis 2024 | Ebbs: Einwohnerzahlen von 1869 bis 2024 | Ebbs: Einwohnerzahlen von 1869 bis 2024 |
| --------------------------------------------------- | --------------------------------------- | --------------------------------------- | --------------------------------------- | --------------------------------------- |
| Jahr                                                |                                         |                                         |                                         | Einwohner                               |
| 1869                                                | 1869                                    |                                         | 1.083                                   | 1.083                                   |
| 1880                                                | 1880                                    |                                         | 1.083                                   | 1.083                                   |
| 1890                                                | 1890                                    |                                         | 1.149                                   | 1.149                                   |
| 1900                                                | 1900                                    |                                         | 1.126                                   | 1.126                                   |
| 1910                                                | 1910                                    |                                         | 1.180                                   | 1.180                                   |
| 1923                                                | 1923                                    |                                         | 1.202                                   | 1.202                                   |
| 1934                                                | 1934                                    |                                         | 1.328                                   | 1.328                                   |
| 1939                                                | 1939                                    |                                         | 1.489                                   | 1.489                                   |
| 1951                                                | 1951                                    |                                         | 1.925                                   | 1.925                                   |
| 1961                                                | 1961                                    |                                         | 2.354                                   | 2.354                                   |
| 1971                                                | 1971                                    |                                         | 3.126                                   | 3.126                                   |
| 1981                                                | 1981                                    |                                         | 3.750                                   | 3.750                                   |
| 1991                                                | 1991                                    |                                         | 4.457                                   | 4.457                                   |
| 2001                                                | 2001                                    |                                         | 4.885                                   | 4.885                                   |
| 2011                                                | 2011                                    |                                         | 5.221                                   | 5.221                                   |
| 2021                                                | 2021                                    |                                         | 5.791                                   | 5.791                                   |
| 2024                                                | 2024                                    |                                         | 5.929                                   | 5.929                                   |
| Quelle(n): Statistik Austria, Gebietsstand 1.1.2021 |                                         |                                         |                                         |                                         |

## Kultur und Sehenswürdigkeiten

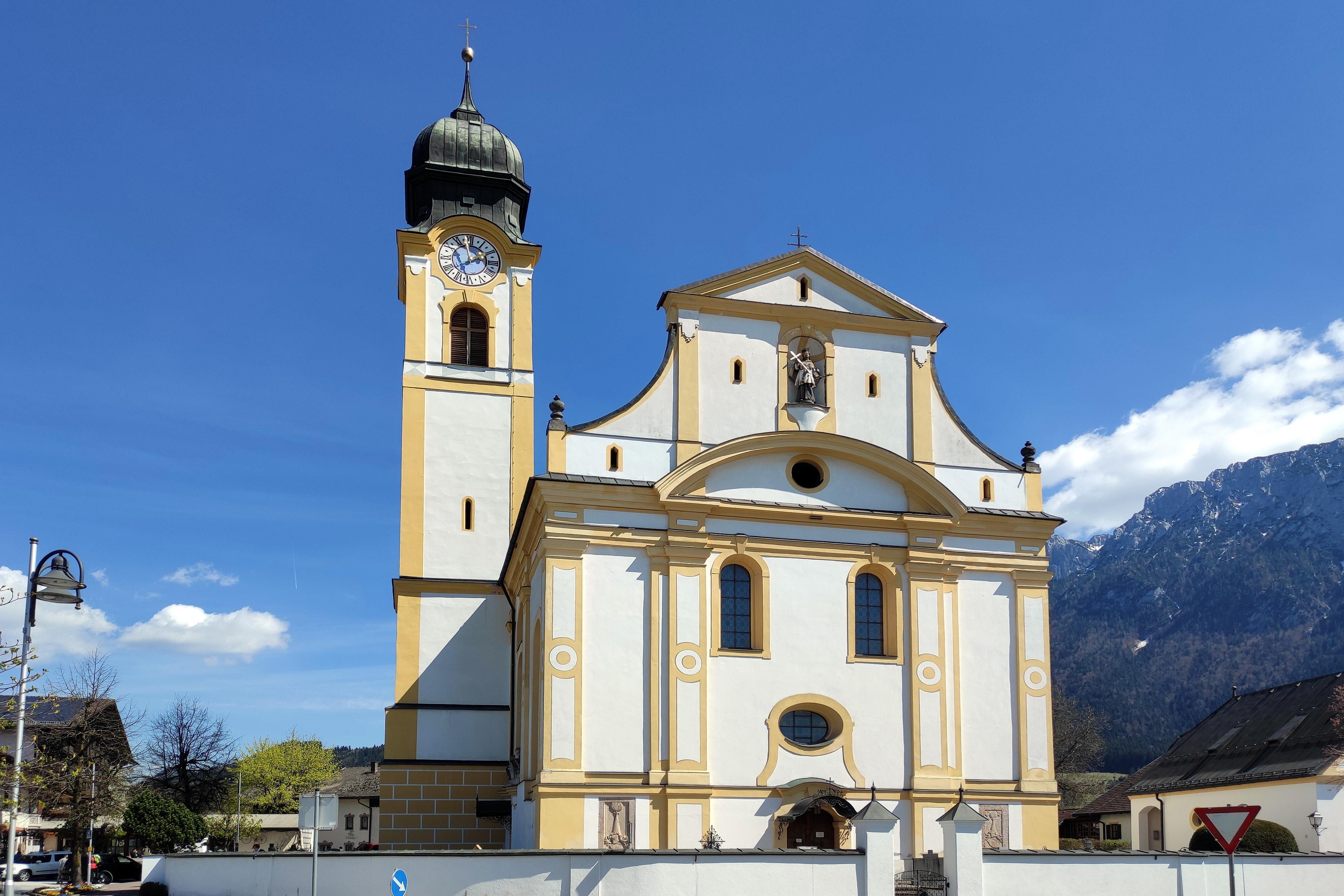
Pfarrkirche Ebbs

- Die heutige Pfarrkirche Mariä Himmelfahrt ist eine reich ausgestattete Barockkirche (genannt „Dom zu Ebbs“). Sie wurde an der Stelle der früheren gotischen Pfarrkirche neu erbaut von 1748 bis 1756 nach Plänen des Barockbaumeisters Abraham Millauer. Von der alten Kirche wurde der Turm an derselben Stelle übernommen und aufgemauert. Früher – vor dem Bau der anderen Kirchen in der „Unteren Schranne“[3] in Niederndorf und Walchsee (die Kirche in Erl gab es damals schon) – war der Ebbser Dom, wie er von den Einheimischen auch liebevoll genannt wird, für alle Gemeinden der Unteren Schranne zuständig. Heute teilt sich die Pfarrei Ebbs wegen der Größe nur noch den Pfarrer mit Walchsee. In der alten gotischen Ebbser Kirche wurden alle Statuen vernichtet, nur die Statuen Jesu und Mariens wagte man nicht zu verbrennen. Die anderen Statuen wurden verbrannt, weil man die Schlichtheit der Gotik auf keinen Fall wieder aufleben lassen wollte. Die Malerarbeiten stammen von Joseph Adam Mölk, dem auch eine Straße in Ebbs gewidmet worden ist. Die Kirche beherbergt ein Gnadenbild einer sitzenden Madonna von 1450.
- Sehenswert ist zudem die „Antoniuskapelle“ im Kaisertal, die bei der jährlichen Messe von bis zu 2000 Besuchern aufgesucht wird.
- Der Zahme Kaiser bildet zusammen mit dem Wilden Kaiser das Naturschutzgebiet Kaisergebirge.
- Eine besondere Attraktion von Ebbs ist der „Fohlenhof“, das weltgrößte Gestüt für Haflinger-Pferde – mit dazugehörigem Museum.
- In einem nahe gelegenen Wald liegt der Raritätenzoo Ebbs mit mehr als 70 verschiedenen Tierarten.
- Im Kaisertal, das wie der Zahme Kaiser zum Großteil Ebbser Gebiet ist, gab es auch zahlreiche Funde von Höhlenbärenknochen, die von Bären stammen, die in der Tischofer Höhle lebten. Diese Funde sind heute in der Festung Kufstein zu betrachten.

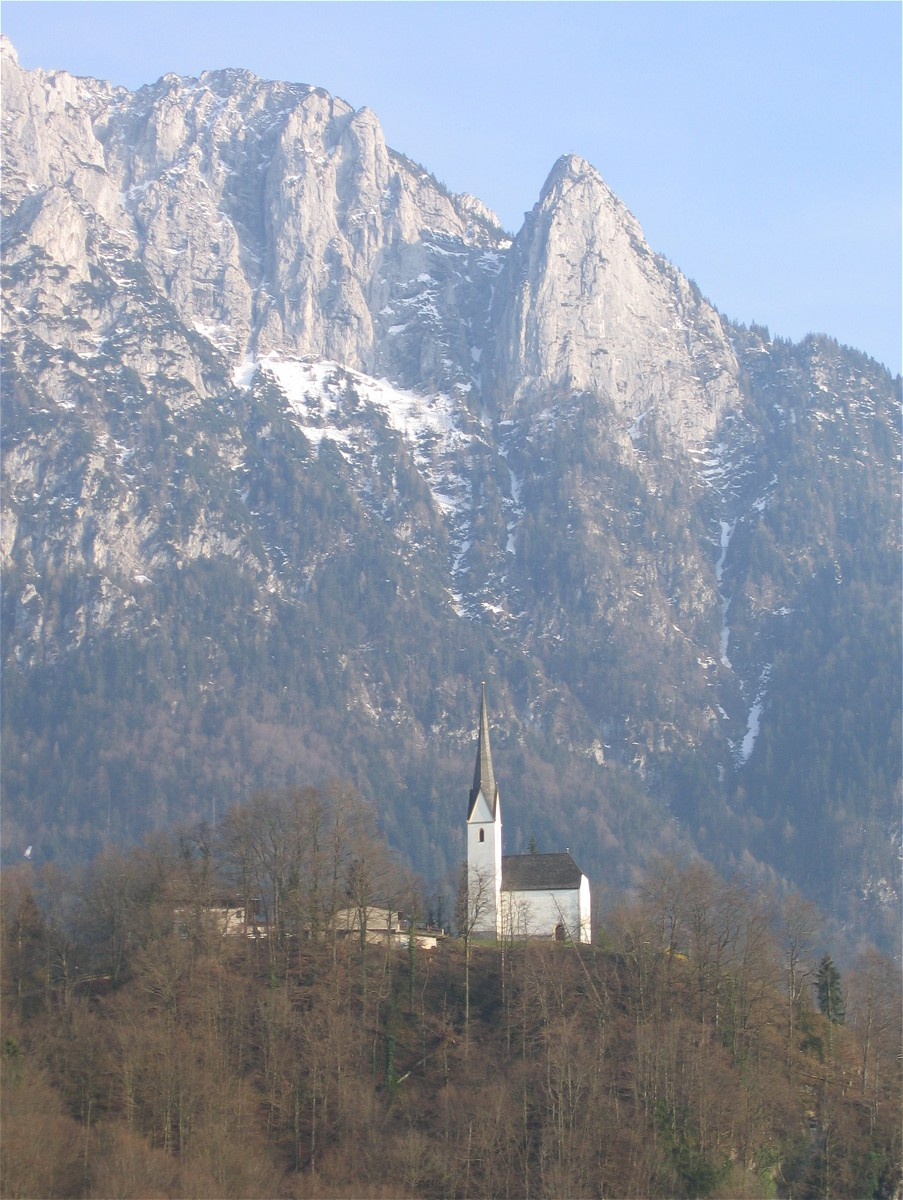
St. Nikolaus mit Naunspitze
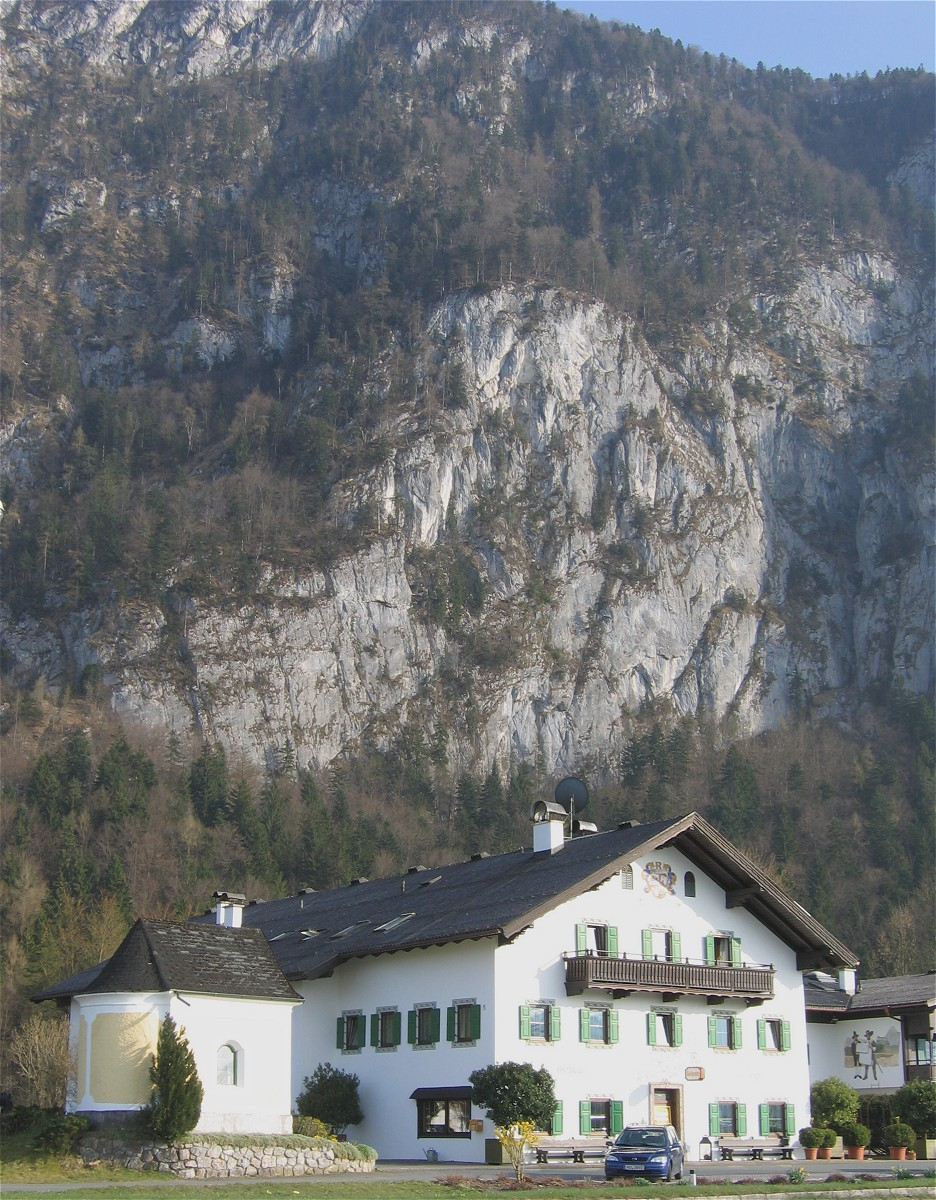
Gasthof Schanz
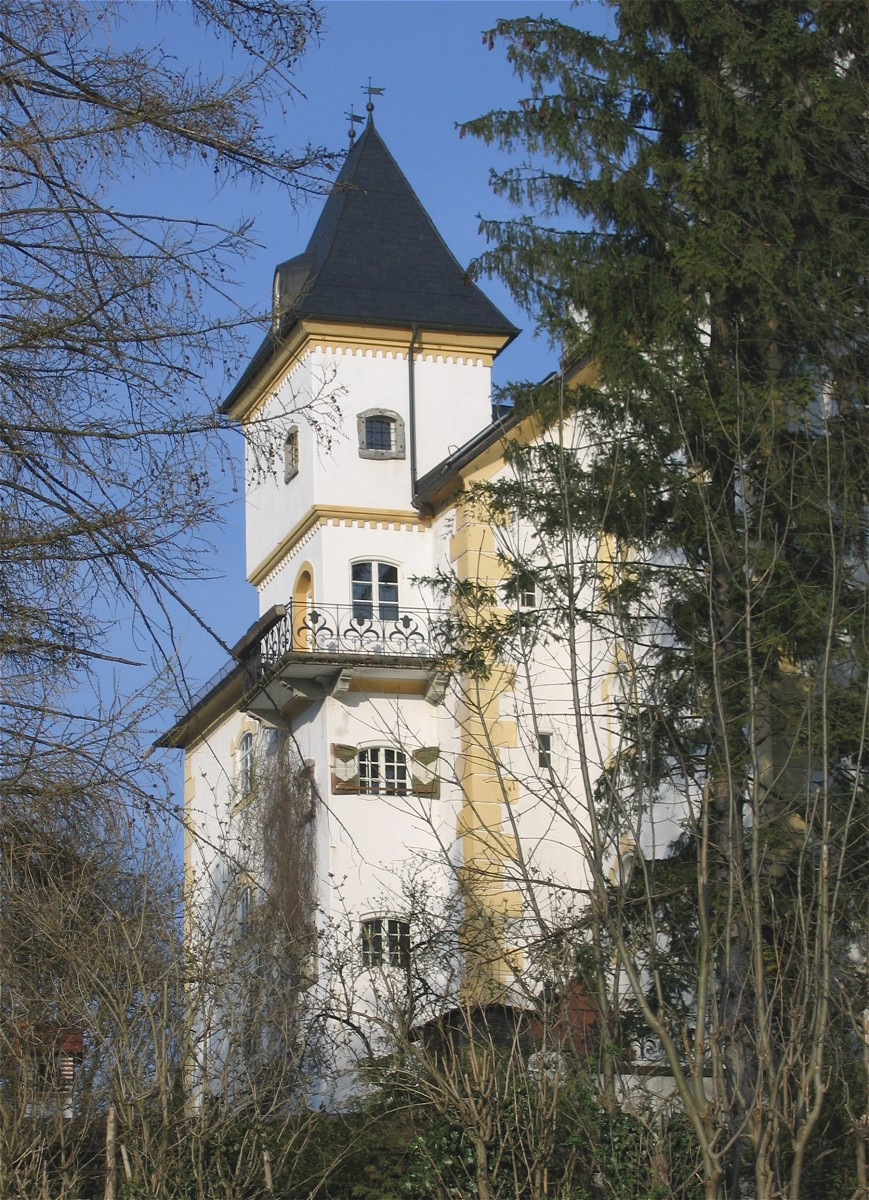
Schloss Wagrain

## Wirtschaft und Infrastruktur

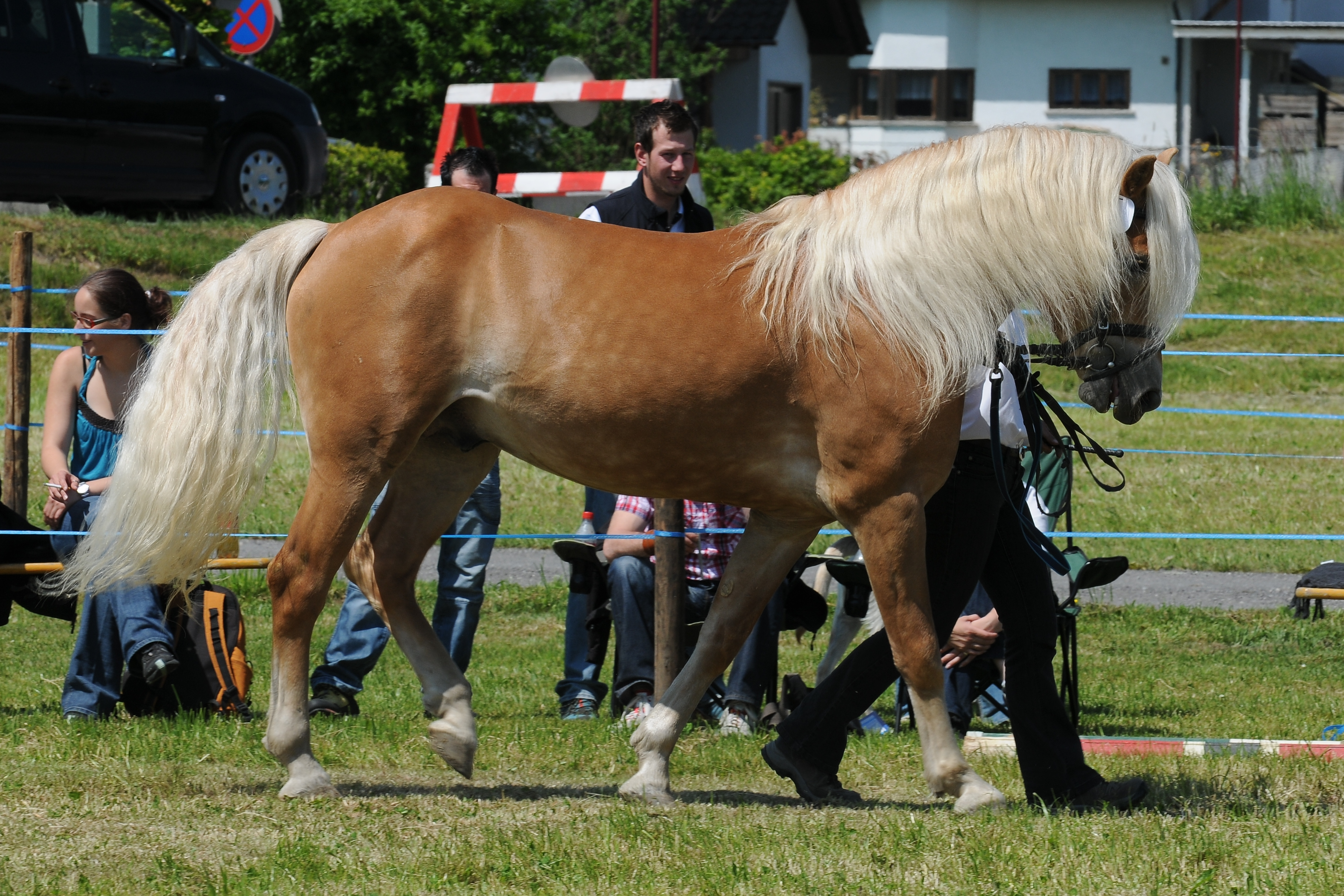
Deckhengst am Fohlenhof

### Wirtschaftssektoren
Heute ist die Gemeinde durch Auspendler geprägt, auch Gewerbebetriebe und vor allem der Tourismus spielen eine bedeutende Rolle. Durch den Zahmen Kaiser und wegen der geografisch günstigen Lage (nahe bei Deutschland gelegen) gab es in Ebbs auch schon verhältnismäßig früh Tourismus. Viele noch erhaltene Postkarten, die auch auf die Entwicklung dieser mittlerweile für ein Unterinntaler Straßendorf großen Gemeinde hinweisen, zeugen davon und sind in jedem Ebbser Kalender zu betrachten, der von Georg Anker gestaltet wird. Dem Tourismus ist es wohl auch zuzuschreiben, dass aus dem einst gewöhnlichen Unterinntaler Dorf Ebbs eine so gut entwickelte Gemeinde entstanden ist.
In Ebbs steht mit dem Fohlenhof, dem Verbandsgestüt des Haflinger Pferdezuchtverband Tirol, die größte Zucht von Haflingerpferden in Europa.
Ebbs ist auch immer wieder Schauplatz der Haflinger-Weltausstellungen.
Die Gemeinde ist Mitglied des Tourismusverbandes Kufsteinerland.

### Verkehr
- Eisenbahn: Ab dem 20. Jahrhundert gab es einige Pläne einer Lokalbahn von Kufstein bis St. Johann in Tirol, allerdings wurde diese nie realisiert. Die Bahn hätte auch Ebbs angebunden. Die nächsten Bahnhöfe liegen in Kufstein und im bayerischen Oberaudorf.
- Straßenverkehr: Die wichtigste Straße ist die Wildbichler Straße (B175), welche von Kufstein über Sebi (Niederndorf) bis zur Staatsgrenze am Niederndorferberg führt. Über die Niederndorfer Straße (L379) besteht eine direkte Verbindung zwischen den beiden Ortskernen von Ebbs und Niederndorf. Über den Ortsteil Buchberg zwischen Schmiedtal (Rettenschöss) und Sebi (Niederndorf) führt die Buchberger Straße (L295).
- Radverkehr: Seit Mai 2022 existiert in Kufstein das Nextbike Fahrradverleihsystem names Regiorad des VVT. Eine Station des Regiorads befindet sich in Ebbs beim Kaiseraufstieg.[7]
- Öffentlicher Verkehr: Folgende VVT-Linien der Ledermair Verkehrsbetriebe verkehren durch Ebbs:[8]
  - 4030: Kufstein – Ebbs – Niederndorf – Rettenschöss – Walchsee – Kössen
  - 4036: Kufstein – Ebbs – Niederndorf – Erl
  - 730N: Kufstein – Ebbs – Niederndorf – Erl – Niederndorf – Rettenschöss – Walchsee – Kössen (Nachtbus am Wochenende)
  - 1, 2, 4: Ebbs Eichelwang/Kaisertal – Kufstein (Stadtbus Kufstein)

Saisonal verkehrt auch ein Bus (482) von Oberaudorf über Ebbs zum Chiemsee. Haltestellen in Ebbs sind: Kaisertal, Eichelwang, Waldeck, Reitanlage Eichelwang, Schanz, Oberndorf, Freizeitzentrum, Schulzentrum, Feuerwehr, Sportplatz und Oberweidach.
Ab 1998 mit dem Motorschiff Tirol, von 2010 bis 2011 mit dem 116-Personenschiff St. Nikolaus gab es eine touristisch orientierte Motor-Schifffahrt auf dem Inn bis Kufstein.

## Politik

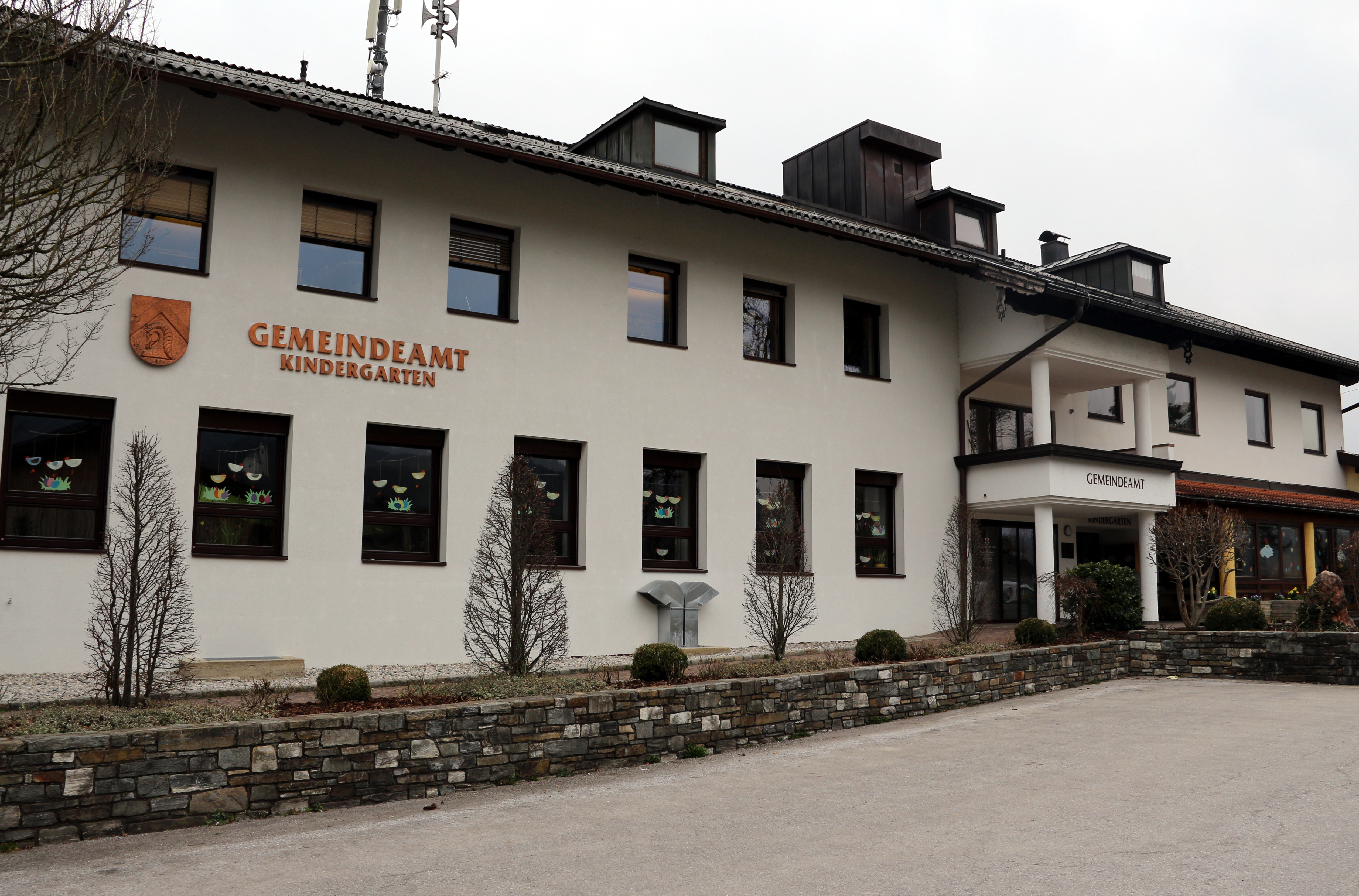
Gemeindeamt Ebbs, erbaut 1950.

### Gemeinderat
Der Gemeinderat besteht aus 17 Mitgliedern.
| Partei                                            | 2022  | 2022    | 2016  | 2016    | 2010  | 2010    |
| Partei                                            | %     | Mandate | %     | Mandate | %     | Mandate |
| ------------------------------------------------- | ----- | ------- | ----- | ------- | ----- | ------- |
| Bürgermeister Josef Ritzer – Gemeinsam für Ebbs   | 61,14 | 11      | 72,56 | 13      | 67,89 | 9       |
| Menschen Freiheit Grundrechte – MFG               | 16,54 | 3       |       |         |       |         |
| Ebbs Jetzt und in Zukunft                         | 12,18 | 2       |       |         |       |         |
| SPÖ Ebbs – Aktiv für Ebbs 1)                      | 10,13 | 1       | 11,46 | 2       | 16,57 | 5       |
| Freiheitliche und parteifreie Liste               |       |         | 15,98 | 2       | 9,60  | 3       |
| Bündnisliste Edmund Steindl – BZÖ und Parteifreie |       |         |       |         | 5,94  |         |

1) Die Partei trat 2010 unter dem Namen „Wir Sozialdemokraten – Kompetenz und Herz für Ebbs“ und 2016 als „SPÖ und Parteifreie – Aktiv für Ebbs“ an.

### Bürgermeister
Bürgermeister seit 1894 waren:
- 1894–1906 Johann Ritzer, Landwirt „Uhln“
- 1907–1910 Johann Greml, Landwirt „Schöberl“
- 1910–1916 Peter Freisinger, Landwirt „Krumer“
- 1916–1919 Michael Anker, Landwirt „Manharter“
- 1919–1921 Jakob Atzl, Wirt und Holzhändler „Grafen“
- 1921–1922 Peter Freisinger, Landwirt „Krumer“
- 1922–1934 Michael Anker, Landwirt „Manharter“
- 1934–1938 Josef Hörhager, Gast- und Landwirt, Fleischhauer „Post“
- 1938–1945 Peter Ritzer, Landwirt, Holzhändler „Schöberl“
- 1945–1968 Johann Freisinger, Zimmermeister
- 1968–1987 Franz Hörhager, Landwirt und Pensionsinhaber „Hödner“
- 1987–2004 Josef Astner, Gastwirt „Sattler“
- seit 2004 Josef Ritzer, Landwirt „Malerhäusl“

### Wappen
Offizielle Blasonierung (Wappenbeschreibung) des Gemeindewappens:
„Auf silbernem Grund ein roter Sparren, darunter ein schwarzer rechtsgewendeter Pferdekopf mit weißer Mähne.“
Der Sparren erinnert an das Wappen des bedeutenden mittelalterlichen Geschlechtes der Herren von Ebbs. Der Pferdekopf weist auf den vorrömischen Namen der Gemeinde hin. Er bedeutet Roßbach und zeugt somit von der uralten Tradition der Pferdezucht in Ebbs. (Amtliche Wappendeutung)
Das Wappen wurde am 3. März 1974 verliehen.

## Persönlichkeiten

### Ehrenbürger der Gemeinde
- 1948: Lorenz Stadler, Oberlehrer[17]

### Söhne und Töchter der Gemeinde
- Johann Wolfgang Baumgartner (1702–1761), Maler
- Otto Mayr (1884–1952), Politiker (CSP)
- Peter Aschenbrenner (1902–1998), Alpinist
- Emma Freisinger (* 1932), Krankenschwester
- Walter Obholzer (1953–2008), Maler
- Monika Feuersinger (* 1965), Triathletin, Duathletin
- Michael Jäger (* 1983), Politiker (ÖVP)

### Mit der Gemeinde verbundene Persönlichkeiten
- Johannes Schweisgut (* 1960), ehemaliger Nationalratsabgeordneter